# 莉萨·迈尔
莉萨·迈尔（德語：Lisa Mayer，1996年5月2日—），德国女子田径运动员，2016年欧洲田径锦标赛女子4×100米接力铜牌得主、2022年欧洲田径锦标赛女子4×100米接力金牌得主、2024年夏季奥林匹克运动会女子4×100米接力铜牌得主。